# ریو یالاوا
ریو یالاوا (فنلاندی: Reijo Jalava; ۱۸ فوریهٔ ۱۹۳۲ – ۲۵ ژانویهٔ ۲۰۰۱) بازیکن فوتبال اهل فنلاند بود.
وی همچنین در تیم ملی فوتبال فنلاند بازی کرده‌است.